# طاعون (رمان)
طاعون (به فرانسوی: La Peste) رمانی است نوشتهٔ آلبر کامو که در سال ۱۹۴۷ به چاپ رسید. رمان از ردهٔ آثار ابسوردیسم به حساب می‌آید. برخی آن را به عنوان رمان اگزیستانسیالیستی در نظر می‌گیرند که کامو این را رد کرده‌است.
نویسنده در مورد این اثر در نامه‌ای به رولان بارت می‌نویسد:
در مقایسه با رمان بیگانه، طاعون بی‌گفتگوگذاری است از سرکشی انفرادی به جهان اجتماعی، اجتماعی که باید در مبارزه‌هایش شرکت کرد. اگر از بیگانه تا طاعون راهی در راستای تحول باشد، این تحول در جهان همبستگی و مشارکت است.

## طرح
رمان طاعون نوشته آلبر کامو به ماجرای همه‌گیری این بیماری در اُران الجزایر و تعطیلی شهر می‌پردازد. بیماری در طی ماه‌ها جان بسیاری را می‌گیرد؛ از هر ده نفر ساکنان شهر یکی می‌میرد (همان گونه که واقعاً در قرن نوزدهم در اُران رخ داد). در آغاز مقامات محلی تمایلی ندارند که نشانه‌های اولیه طاعون یعنی موش‌های در حال مرگ در خیابان‌ها را تأیید کنند. ستون‌نویسی در روزنامه‌ای محلی می‌نویسد: " آیا مقامات شهر می‌دانند که اجساد در حال پوسیدگی موش‌ها خطری مهلک برای سلامتی مردم شهر به شمار می‌آیند؟"
راوی داستان دکتر برنار ریو فداکاری و شجاعت نیروهای بهداشت و درمان را در این دوران به یاد می‌آورد: "نمی‌دانم برایم چه پیش خواهد آمد، یا هنگامی که همه این ماجراها به پایان رسید چه رخ خواهد داد. در این لحظه تنها چیزی که می‌دانم این است؛ مردم بیمارند و به درمان نیاز دارند." در پایان نجات‌یافتگان از طاعون درسی می‌آموزند؛ " آنها اکنون می‌دانستند تنها چیزی که همیشه می‌توان مشتاقش بود و گاهی نیز به آن رسید، عشق به انسان است."

## مختصر داستان
وقایع رمان در شهری از الجزایر به نام اُران یا وهران رخ می‌دهد و از زبان راوی که بعدها خود را دکتر ریو معرفی می‌کند نقل می‌شود. کتاب با توضیحی از مردم و شهر آغاز می‌شود و سپس به زیاد شدن تعداد موش‌ها در شهر و مرگ آن‌ها اشاره می‌کند. آقای میشل، سرایدار منزل دکتر ریو بر اثر بیماری‌ای با بروز تاول‌ها و خیارک‌ها می‌میرد و مرگ چند نفر دیگر با همین علائم باعث می‌شود دکتر ریو علت مرگ را بیماری احتمالاً مسری بداند و کمی بعد دکتر کاستل این بیماری را طاعون تشخیص می‌دهد. با سستی مسئولان برای واکنش، بعد از مدتی در شهر طاعون و وضع قرنطینه اعلام می‌شود.
با اعلام وضع قرنطینه، اعضای خانواده‌های زیادی از هم جدا ماندند. عده‌ای اقدام به فرارهای متوالی کردند و عده‌ای تا جایی که می‌توانستند با بیماری مبارزه کردند. ژان تارو یکی از مسافرانی بود که همراه با دکتر ریو اقدام به تشکیل سازمان بهداشتی داوطلبی برای مقابله با بیماری می‌کند.
کشیش شهر، پدر پانلو، با ایراد سخنرانی در آغاز اعلام وضع طاعون مردم را به گناه محکوم می‌کند و طاعون را مجازاتی برای همگان می‌خواند که به علت گناه کردن و توبه نکردن مردم نازل شده بود؛ بنابراین طاعون را تربیت‌کننده و اقدام علیه آن را بی‌فایده خواند و از مردم خواست آرامش خود را حفظ کنند که این ارادهٔ خداوند است و باقی کارها با خداست.
با مرگ و میر سریع، بیشتر مؤسسات و سازمان‌های دولتی به اردوگاه‌های قرنطینه برای افراد خانوادهٔ بیماران یا بیمارستان تبدیل شدند. دفن دسته جمعی اجساد جای خود را به کوره‌های جسدسوزی داد و از راه‌آهن تنها برای حمل اجساد استفاده شد.
در این مدت آقای کتار که قبل از طاعون اقدام به خودکشی کرد و توسط گران نجات یافت، روابط اجتماعی خوبی برقرار کرد و از وضع طاعون راضی بود. رامبر روزنامه‌نگار جوان هم با اعلام وضع قرنطینه چندین بار برای رسیدن به معشوقش برنامهٔ فرار چید، اما با مهیا شدن شرایط، وقتی تارو به او گفت ریو نیز از همسرش که به علت بیماری در شهر دیگری است جدا مانده، نظرش را تغییر داد و به گروه نجات پیوست. پدر پانلو نیز به گروه نجات پیوست و با دیدن مرگ سخت و دردناک پسر قاضی اُتون، با ایراد موعظه‌ای دیگر از لفظ «ما» به جای «شما» استفاده کرد و مرگ پسر را آزمایشی الهی می‌خواند و از مردم خواست با بیماری مقابله کنند. مدتی بعد وی نیز بر اثر بیماری‌ای که دکتر ریو آن را مشکوک اعلام کرد، درگذشت.
سرم کاستل برای چند مورد موفقیت پیدا کرد. گران با علائم طاعون ریوی و خیارکی نجات یافت. قاضی اُتون پس از مرگ پسرش و به اتمام رسیدن دوران قرنطینه خود، برای کمک به اردوگاه بازمی‌گردد و در آنجا می‌میرد. تعداد کشته‌شدگان بیماری به مقدار ثابتی می‌رسد و با رسیدن فصل سرما کم و کمتر می‌شود و در زمانی که موش‌ها دوباره بیرون آمدند و ترس از طاعون کم می‌شد، بیماری آخرین قربانی خود یعنی تارو را دربر گرفت.
پس از پایان طاعون، مردم به کارهای روزمره بازمی‌گردند. رامبر به معشوقش می‌رسد. کتار به علت تیراندازی به خیابان توسط پلیس دستگیر می‌شود. دکتر ریو که چند روز قبل از مرگ همسر بیمارش با خبر می‌شود، به مراسم شادی نگاه می‌کند و با خود می‌گوید باسیل طاعون می‌تواند سال‌ها در شهر زنده بماند و بار دیگر به شهر هجوم کند.

## موضوعات

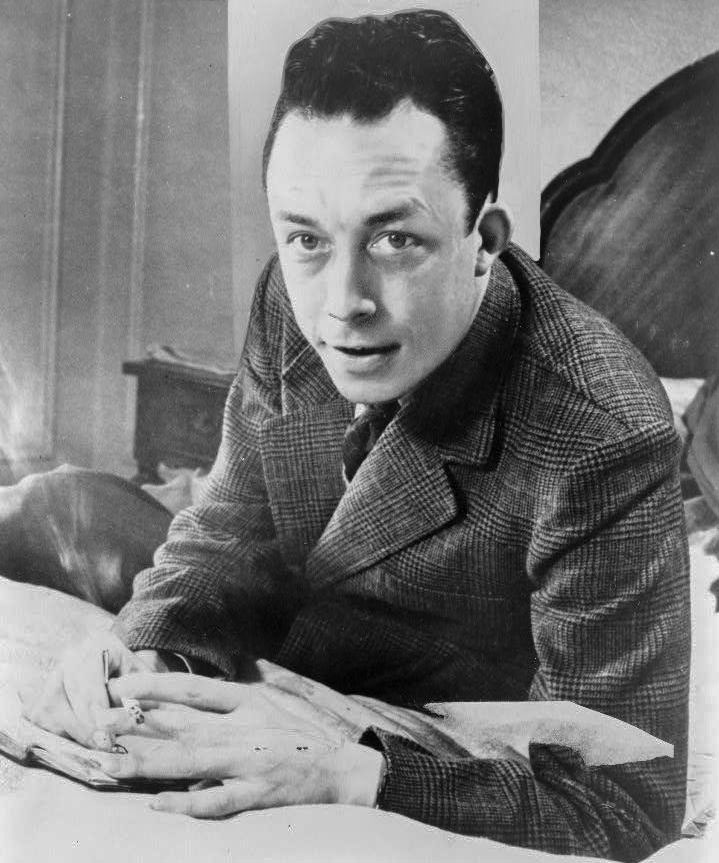
آلبرکامو، نویسنده، فیلسوف و روزنامه‌نگار فرانسوی برنده جایزه ادبی نوبل بود. او یکی از نویسندگان بزرگ در مکتب رئالیسم، خالق کتاب بیگانه و مقاله جریان‌ساز افسانهٔ سیزیف بود.

### هیچ‌انگاری
هیچ‌انگاری که مشابه نیهیلیسم است، و در آن شخص می‌کوشد معنایی برای زندگی بیابد، بدون اینکه حاصلی برای کوشش بیابد.

### کنشگری (مبارزهٔ اجتماعی)
یکی از مقاصد کامو از نوشتن رمان طاعون بررسی مسئلهٔ فاشیسم است در واقع طاعون می‌تواند نماد فاشیسم یا هر شر دیگری در زندگی بشر باشد. همینطوری که کامو پیش از شروع داستان جمله ای از دانیل دفو را می‌نویسد که این موضوع را شفاف می‌کند: نشان دادن اسارتی به وسیلهٔ اسارتی دیگر همانقدر منطقی است که چیزی که هست (وجود دارد) را به وسیلهٔ چیزی که نیست توضیح دهیم. در واقع مقصود کامو این است که می‌خواهد اسارتی را (فاشیسم) را به وسیلهٔ اسارتی دیگر (طاعون) نشان دهد. کامو که خود در زمان اشغال فرانسه در جنگ جهانی دوم در فرانسه حضور داشت این جدایی و مرگ در آن زمان را از نزدیک نظاره کرد یکی از مضامین اصلی رمان مسئلهٔ مبارزه با هرگونه شری نظیر فاشیسم است کامو معتقد است زمانی که شر دامنگیر انسان شد، انسان باید دربرابر آن ایستادگی کند و با آن مبارزه کند، همان‌طور که در داستان، دکتر ریو و تارو در برابر طاعون به شدت مقاومت کردند و برای غلبهٔ بر آن دست از مبارزه برنداشتند. در جایی از کتاب ریو در دیالوگ با رامبر بیان می‌کند که در مبارزهٔ با طاعون بحث قهرمانی در میان نیست بلکه بحث شرافت در میان است حالا که شر طاعون دامنگیر انسان شده و هر روز تعدادی انسان را به کام مرگ می‌کشاند باید با آن مبارزه کرد این مبارزه برای قهرمانی یا در راه یک اندیشهٔ متعالی نیست بلکه برای زنده ماندن انسان‌ها است. همان‌طور که ریو می‌گوید: یگانه راه مبارزه با طاعون شرافت است.کامو ابتدا قصد داشت عنوان زندانیان را به عنوان نام کتاب برگزیند ولی بعداً تصمیم گرفت نام کتاب را طاعون بگذارد. در نتیجه یکی از مضامین اصلی رمان را باید مسئلهٔ شر در زندگی بشر و مبارزهٔ با آن برای آزادی دانست.

### مضامین فلسفی
در طول کتاب و در خلال دیالوگ‌ها بارها می‌توان مضامین فلسفی را مشاهده کرد، گفتگوهایی دربارهٔ خدا و نبود عدالت در جهان در گفتگوهایی میان کشیش پانلو و دکتر ریو و همچنین تارو. کشیش پانلو سعی دارد طاعون را نتیجهٔ گناه انسان‌ها بداند و آن را در جهت سعادت انسان مفید تلقی کند اما دکتر ریو معتقد است در جهانی که کودکان می‌میرند عدالتی الهی وجود ندارد: اگر این جهانی است که در آن کودکان می‌میرند من این جهان را نمی‌خواهم.

## تبعید و جدایی
تبعید و جدایی در دو شخصیت ریو و رامبر نمایان است؛ که هردو از زن مورد علاقه‌شان جدا شده‌اند. این تبعید و جدایی همچنین در شهروندان گم‌نام دیگری نیز نمایان است که هنگام قرنطینه شدن شهر خود یا عزیزان آن‌ها در بیرون از شهر بودند.

## شخصیت‌ها
راوی: وقایع از زبان راوی داستان نقل می‌شود. راوی در پایان کتاب خود را معرفی می‌کند و علت فاش نکردن نام خود را این می‌داند که می‌خواست از زبان مردم صحبت کند نه خود.
دکتر برنار ریو: با وجود اینکه شخصیت‌ها مختلفی در داستان ایفای نقش‌های مهمی می‌کنند، وی شخصیت اصلی رمان است. ریو خود را از دنیا خسته می‌داند و به وجود خدایی معتقد نیست و اظهار می‌کند انسان بودن خواست اوست. وی پزشکی ماهر است و از اولین کسانی بود که علت کشته شدن موش‌ها و مردم را یک بیماری می‌داند.
ژان تارو: مسافری که در طول اقامتش در اُران طاعون فراگیر شد. راوی داستان در موارد زیادی به روزنوشت‌های وی استناد می‌کند. تارو در دوران طاعون خود را بسیار به دکتر ریو نزدیک می‌کند. تشکیل سازمان بهداشتی داوطلب برای مقابله با بیماری، پیشنهاد وی بود.
ژوزف گران: کارمند سالخوردهٔ شهرداری است. گران در برقراری شرایط با جامعه دچار مشکل است و به سختی مشغول نوشتن یک کتاب است.
ریموند رانبر: روزنامه‌نگاری که برای تهیهٔ گزارش به اُران می‌آید و به هنگام قرنطینه خود را زندانی می‌بیند. او دلباختهٔ دختری خارج از اُران است و خود را از مردم شهر بیگانه می‌داند و به همین دلیل خواهان آن است که از شهر خارج شود ولی با ممانعت سازمان‌ها برای فرار چندین بار اقدام می‌کند که با مناسب شدن شرایط برای فرار به دکتر ریو و تارو برای از بین بردن بیماری می‌پیوندد.
آقای کوتار: همسایهٔ گران است که توسط وی از خودکشی نجات یافت. وی طرفدار اجتماعی شدن است و از جمله افراد کمی است که در دوران طاعون از شرایط راضی است و بهتر زندگی می‌کند و از این جهت خاص است و بسیاری از جریان داستان پیرامون افکار اوست.
دکتر کاستل: همکار سالخوردهٔ دکتر ریو. کاستل با طاعون در پاریس و چین آشنا بود بنابراین نخستین کسی بود که بیماری را طاعون خواند.
پدر پانلو: کشیش شهر است که ابتدا طاعون را بلایی برای مردم می‌داند و بنابراین اقدام برای از بین بردن آن را بیشمار می‌خواند ولی در روند داستان به از در مقابل طاعون کمک می‌کند.
آقای اُتون: وی باز پرس است و همسر و دو فرزند دارد.

## ترجمه‌های فارسی
- طاعون، ترجمهٔ رضا سیدحسینی، انتشارات نیلوفر، ۱۳۴۵
- طاعون، ترجمهٔ کاوه میرعباسی، نشر چشمه، ۱۳۹۸
- طاعون، ترجمهٔ پرویز شهدی، انتشارات مجید، ۱۳۹۸
- طاعون، ترجمه مهرداد یوسفی انتشارات آتیسا ۱۴۰۰
- طاعون، ترجمه محمد جواد فیروزی انتشارات نگاه، ۱۴۰۰